# Антагонист вазопресинског рецептора
Антагонист вазопресинског рецептора (VRA) је агенс који омета дејство вазопресинских рецептора. Они се најчешће користе за третирање хипонатремије, посебно код пацијената са конџестивним срчаном инсуфицијенцијом, цирозом јетре или SIADH.

## Типови

### Тетрациклини
Демеклоциклин, тетрациклински антибиотик, се понекад користи за блокирање дејства вазопресина у бубрезима у случајевима хипонатремије.

### Ваптани
Ваптани су класа лекова која делује путем инхибирања дејства вазопресина на његове рецепторе (V1А, V1B и V2). Ти рецептори имају мноштво функција. V1А и V2 рецептори су периферно изражени и учествују у модулацији крвног притиска и функције бубрега респективно, док су V1А и V1B рецептори изражени у централном нервном систему. V1А је изражен у многим регионима мозга, и повезан је са разним друштвеним понашањима код људи и животиња.
Ваптанска класа лекова садржи бројна једињења са променљивом селективношћу. Неколико њих су у клиничкој употреби или у клиничким испитивањима.
Неселективни (мешовити V1A/V2)
- Кониваптан

V1A селективни (V1RA)
- Релковаптан

V1B селективни (V3RA)
- Неливаптан

V2 селективни (V2 РА)
- Ликсиваптан
- Мозаваптан
- Сатаваптан
- Толваптан